# Thums Up

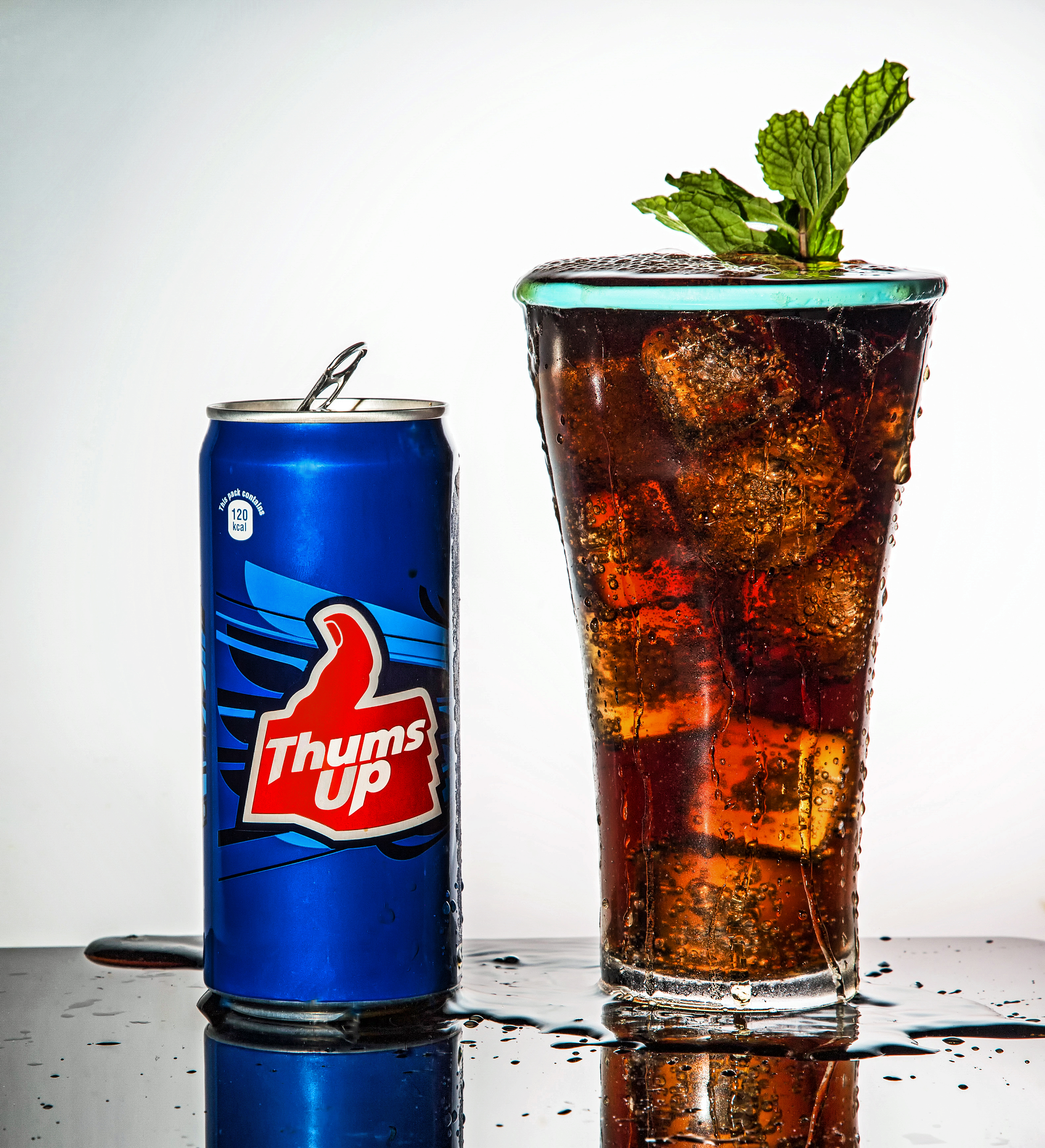
Thums Up (Foto 2014)

Thums Up ist ein alkoholfreies, kohlensäurehaltiges Getränk, das in Indien sehr populär ist, wo sein plakatives Logo „Thums Up“ (englisch thumbs up; übersetzt: „Daumen hoch“) allgemein bekannt ist. Im Geschmack mit anderen Cola-Getränken vergleichbar, hat es eine eigentümliche, leicht an die Betelnuss erinnernde Note. Thums Up, Limca und Campa Cola erlangten landesweite Bedeutung, nachdem diese Marken im Jahr 1977 gegen Coca-Cola und andere ausländische Unternehmen in den Markt eingeführt worden waren. In den 1980er Jahren wurde Thums Up mit dem Slogan „Taste the thunder!“ beworben, und in den 1990ern – als das Flaschenvolumen von 200 ml auf 250 ml erhöht wurde – als „Maha Cola“ (übersetzt: „Große Cola“). Dieser Spitzname wurde in kleineren Städten populär, in denen statt Thums Up oftmals „Maha Cola“ bestellt wurde.
Im Zuge der fortschreitenden wirtschaftlichen Liberalisierung, die 1991 zu grundlegenden Reformen geführt hatten, drängten viele multinationale Konzerne auf den indischen Markt. Getränke der Marken Pepsi (1988) und Coca-Cola (1993) wurden wieder auf dem indischen Markt vertrieben.
Thums Up wurde 1993 von The Coca-Cola Company aufgekauft. Coca-Cola hat heute einen Anteil von etwa 60 % am indischen Softdrink-Markt, wenn man aber die mit Thums Up erzielten Umsätze herausnimmt, würde nach Angaben einer indischen NGO nur noch ein Anteil von unter 30 % verbleiben. Das Produkt hat einen etwas stärkeren Geschmack als reguläre Cola.